# Guy Ballard
Guy Warren Ballard (28 de julio de 1878-29 de diciembre de 1939) fue un ingeniero de minas estadounidense que, con su esposa Edna Anne Wheeler Ballard, fundó el Movimiento I AM. En sus obras usó el pseudónimo de Godfre Ray King.
Ballard nació en Newton, Kansas, y se casó con su esposa en Chicago en 1916. Sirvió en el ejército durante la Primera Guerra Mundial y luego se formó en ingeniería de minas. Tanto Edna como Guy estudiaron teosofía y ocultismo extensamente.

## Revelación
Ballard vivía a los pies del volcán Shasta en California. En 1930, estaba caminando por la montaña cuando, según informó él, ocurrido lo siguiente:
Llegó la hora de almorzar y busqué un manantial de montaña en busca de agua clara y fría. Taza en mano, me incliné para llenarla, cuando una corriente eléctrica pasó por mi cuerpo de la cabeza a los pies.

 Miré a mi alrededor, y directamente detrás de mí estaba un joven que, a primera vista, parecía ser alguien en una caminata como yo. Miré más de cerca y me di cuenta de inmediato de que no era una persona común. Mientras este pensamiento pasaba por mi mente, sonrió y se dirigió a mí diciendo:

 «Hermano mío, si me das tu taza, te daré una bebida mucho más refrescante que el agua de manantial». Obedecí e instantáneamente la taza se llenó de un líquido cremoso. Devolviéndomela, me dijo: «Bébela».
El joven luego se identificó como el Conde de Saint Germain. Ballard proporcionó detalles de sus encuentros con St. Germain y otros maestros ascendidos en los libros Unveiled Mysteries y The Magic Presence, usando el seudónimo de Godfré Ray King.
Guy Ballard, su esposa Edna y su hijo Edona Eros 'Donald' Ballard (1918-1973) afirmaron ser los únicos «mensajeros acreditados» de Saint Germain. Sus enseñanzas constituyen el núcleo original de lo que hoy se llama las «Enseñanzas de los Maestros Ascendidos» y todavía se utilizan en los santuarios del Movimiento I AM de todo el mundo.

## El movimiento
El «Movimiento YO SOY» (the I AM Activity) comenzó a partir de conferencias públicas sobre estos encuentros y creció rápidamente en la década de 1930. Ballard dio conferencias con frecuencia en Chicago sobre las enseñanzas místicas de Saint Germain, en las que Estados Unidos estaba destinado a desempeñar un papel clave. En 1938, se estimaba que había alrededor de un millón de seguidores en los Estados Unidos.
La actividad I AM se describe a sí misma como una organización apolítica, espiritual y educativa financiada con las contribuciones de sus miembros. Su organización matriz es la Fundación Saint Germain, con sede en Schaumburg, Illinois, un suburbio de Chicago.
La actividad I AM comenzó después de la supuesta reunión del Sr. Ballard con Saint Germain, un «Maestro Ascendido», cuyas experiencias se describen en el primer volumen de la serie de libros de Saint Germain, Unveiled Mysteries ('misterios desvelados'), publicado por Saint Germain Press.

## Muertes de Ballard y su esposa
Ballard murió el 29 de diciembre de 1939 y Edna Ballard murió el 12 de febrero de 1971. Se dice que se dio una nueva dispensación para que se pudiera obtener la «ascensión» (en un cuerpo más fino) sin tomar el cuerpo físico, como lo había hecho Jesús. Se dice que los «cuerpos de los maestros ascendidos» ya estaban preparados para Ballard y Edna Ballard, como se indica en Unveiled Mysteries de Godfre Ray King (el seudónimo de Guy Ballard). Se informa que el matrimonio «ascendió» al salir de sus respectivos cuerpos físicos. Godfre Ray King también ha dado supuestamente dictados a través de Edna Ballard (bajo el seudónimo de Lotus Ray King). Dado el Movimiento I AM, las viejas leyes ocultas han sido reemplazadas, incluida la enseñanza de la teosofía de que, para convertirse en un maestro, una persona tendría que ascender al morir al quinto nivel de iniciación.

## Maestro Ascendido Godfre
Quienes se adhieren a las Enseñanzas de los Maestros Ascendidos dicen que tras su muerte, Guy Ballard se convirtió en Ascended Master Godfre ('maestro ascendido Godfre').
Estas religiones afirman que las reencarnaciones anteriores del Maestro Godfre fueron:
- Ricardo Corazón de León, rey medieval de Inglaterra
- George Washington, primer presidente de EE. UU.

### Dama Maestra Ascendida Loto
La misma secta piensa que su mujer, Edna Ballard, se convirtió al morir en Ascended Lady Master Lotus ('Dama Maestra Ascendida Lotus'), aunque ella usó el seudónimo de Lotus Ray King. Y sus reencarnaciones anteriores serían:
- Juana de Arco, militar y santa francesa
- Isabel I de Inglaterra, reina de Inglaterra
- Benjamin Franklin, político y científico estadounidense